# Biennio Rosso

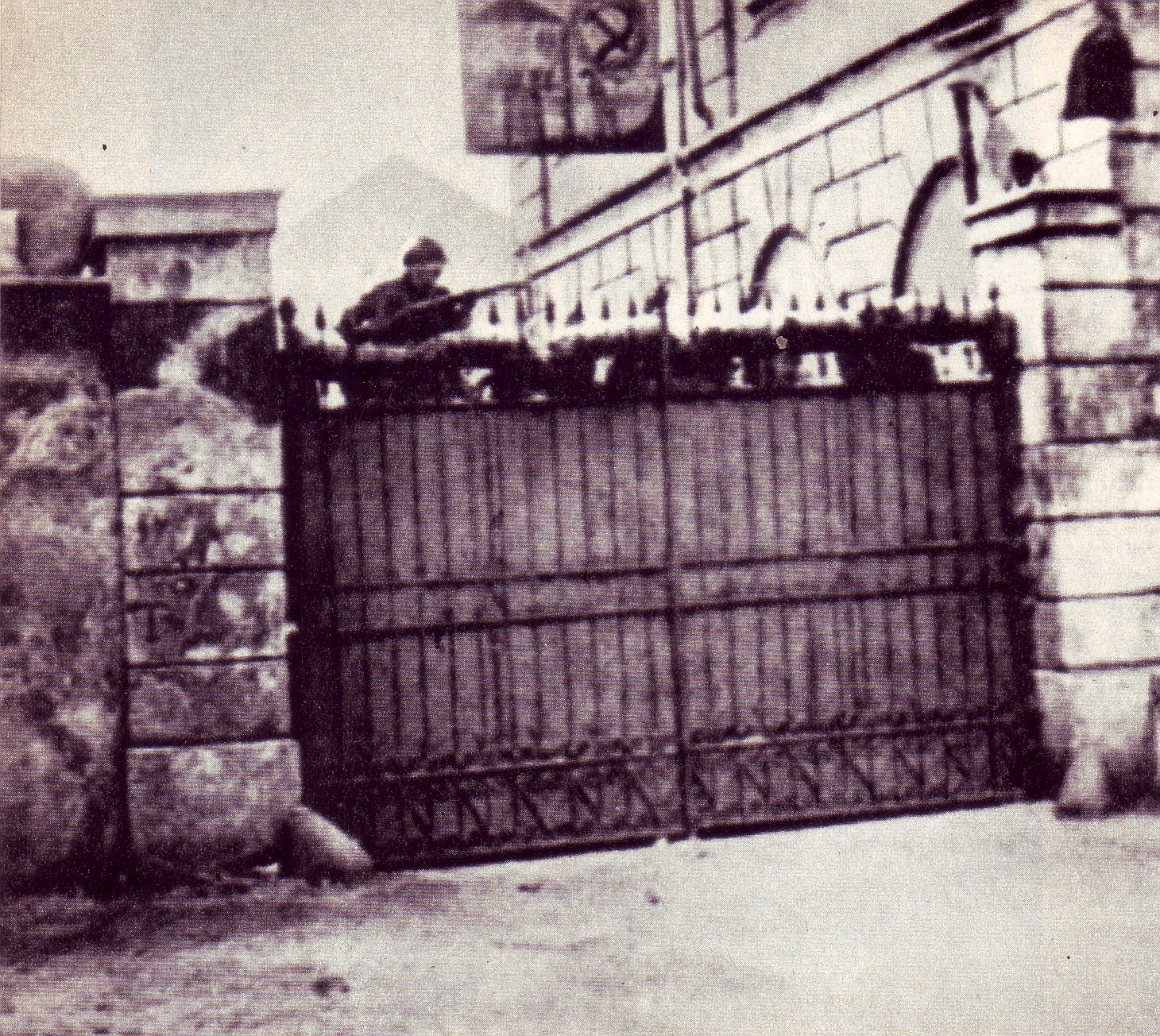
Setembre de 1920: a Milà obrers armats ocupen les fàbriques

El Biennio Rosso (bienni roig) és el terme amb el que alguns historiadors indiquen el període de la història d'Itàlia immediatament després de la Primera Guerra Mundial i que va durar fins a principis de 1921, en el que es va produir, sobretot a la Itàlia central i la Itàlia septentrional, protestes rurals, disturbis per aliments, manifestacions dels treballadors, l'ocupació de terres i fàbriques amb intents d'autogestió. El malestar es va estendre també a les zones rurals del Vall del Po i van ser acompanyats per vagues, piquets i enfrontaments violents.
La vaga obrera es va estendre ràpidament per tota la zona del Piemont, involucrant un mig milió d'obrers. Al capdavant d'aquestes es posen els consells obrers que organitzaven cada detall i rubriceen el seu funcionament al màxim com a direcció del procés.

## La insurrecció
L'esdeveniment que va marcar l'obertura del bienni roig va ser l'onada de disturbis en contra de la pujada de preus (a la Toscana recordat com a "Bocci-Bocci") que va creuar la península, entre la primavera i l'estiu de 1919, i que el govern no va poder frenar, expandint-se entre el moviment camperol amb una sèrie extensa i completa d'ocupacions de terres.
També es va estendren l'odi socialista contra els veterans de guerra que sovint van ser insultats al carrer, especialment els oficials. L'octubre de 1920 Piero Operti fou atacat em un hospital de Torí per militants socialistes. Li van prendre les medalles de l'uniforme, les llançaren a terra i les trepitjaren.
Les eleccions generals italianes de 1919, celebrades el 16 de novembre, foren les primeres a utilitzar el sistema electoral proporcional i suposaren la consolidació del Partit Socialista Italià. El poder polític del PSI creixerà des del 1920 quan després de les eleccions municipals controlin la major part dels ajuntaments i consells provincials de la regió d'Emília-Romanya. Els sindicats socialistes van obtenir així el monopoli de la gestió de la negociació laboral, el poder d'imposar preus dels aliments obtinguts a les seves cooperatives, la gestió directa dels impostos municipals (inclosa la propietat) i la possibilitat dels seus membres per arrendar la terra municipal.
Dins el Partit Socialista es van organitzar dues posicions, la maximalista de Giacinto Menotti Serrati, que tenia com a objectiu la creació d'una república socialista del model soviètic, ja que consideraven que la revolució era inevitable. A l'extrem esquerre, i en disputa amb els maximalistes, consideraven que havien de fer ells mateixos la revolució.

## Consells de fàbrica
A Torí, i en el nord d'Itàlia el moviment obrer va començar a créixer entorn de comissions internes. La ciutat de Torí, edificada al voltant de grans fàbriques automotrius, era el centre industrial més important de tot Itàlia i reunia la flor i nata de la classe obrera italiana. La fàbrica de Fiat de Torí va veure el sorgiment, a l'agost de 1919, del primer consell de fàbrica que va obrir el període conegut en la història com el bienni roig italià.
Els consells eren organismes d'autoorganització obrera que es componien de representants, un per cada 15 o 20 persones, escollits per assemblea per secció de la planta i per tots els obrers, estiguessin o no afiliats al sindicat. Els administradors de secció de planta escollien aleshores una comissió interna de mandat revocable. Això era conegut com el consell de la fàbrica, una estructura de democràcia directa practicada i proposta pels anarcosindicalistas -encara que normalment dins dels seus sindicats-, i avui a través dels consells de vocers dels anarquistes moderns.
Les seves funcions anaven des del control del personal tècnic, l'acomiadament d'empleats que es mostressin enemics de la classe obrera, al control de la producció de l'empresa i de les operacions financeres.

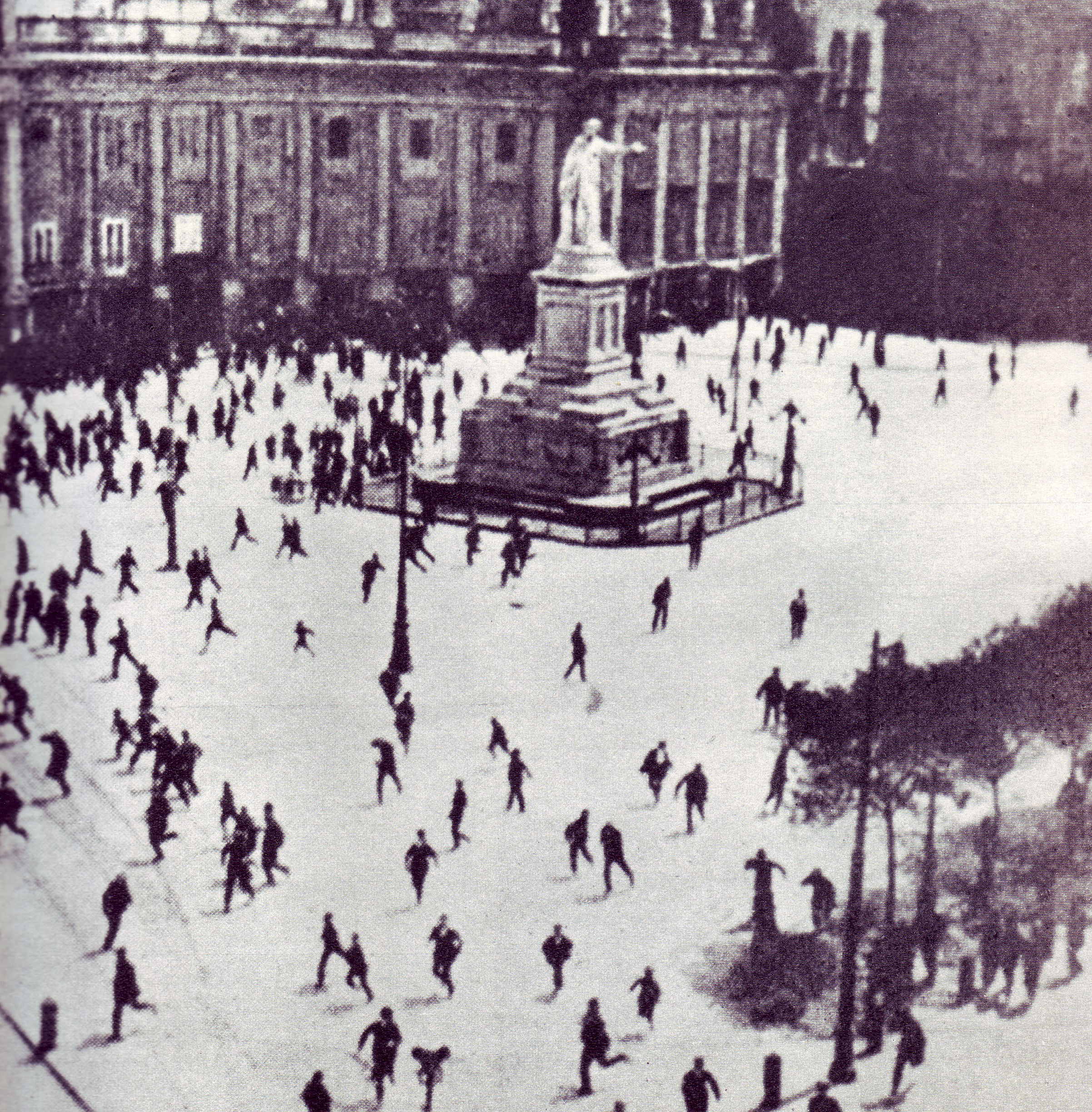
Nàpols: les manifestacions del primer de maig de 1920 són dissoltes per la guàrdia reial

### Inicis dels consells
Abans de novembre de 1918, aquestes comissions s'havien convertit en una edició nacional dins del moviment del sindicat i abans del febrer de 1919, la Federació Italiana de Treballadors del Metall (FIOM) va guanyar un contracte per permetre les comissions en els seus llocs de treball. Llavors van intentar transformar a aquestes comissions en consells amb una funció directiva. Abans de maig de 1919, els consells es van convertir en la força dominant dins de la indústria metal·lúrgica i els sindicats (convencionals) estaven en perill de convertir-se en unitats administratives marginals segons Carl Levy (en el seu llibre "Gramsci i els anarquistes"). Així va descriure el marxista heterodox Antonio Gramsci l'originalitat dels consells:
| « | […] l'única institució proletària que, per néixer precisament allí on no subsisteixen les relacions polítiques de ciutadà a ciutadà, allí on no existeix per a la classe obrera ni llibertat ni democràcia, sinó només les relacions econòmiques d'explotador a explotat, d'opressor a oprimit, representa l'esforç perenne d'alliberament que la classe obrera realitza per si mateixa [...] | » |

Encara que aquests fets van succeir en gran part a Torí, aquesta militància va recórrer Itàlia amb camperols i treballadors que prenien fàbriques i terra. A Ligúria, per exemple, després que una interrupció en la paga, els treballadors del metall i de la construcció naval van ocupar i van dirigir les seves plantes per quatre dies.
Durant aquest període, la Unió Sindical Italiana (USI) es va incrementar a 800.000 membres i la influència de la Unió Anarquista Italiana (20.000 membres més Umanità Nova, el seu diari) va créixer per tant. El marxista i reporter gal·lès, Gwyn Williams diu clarament en el seu llibre "Ordre proletari" (pg. 194-195):
| « | […] anarquistes i sindicalistes revolucionaris eren el més important […] grup revolucionari a l'esquerra […] El tret més sortint en la història de l'anarquisme i sindicalisme en 1919-1920 va ser el ràpid creixement […] Els sindicalistes sobretot van captar l'opinió de la classe obrera militant que el moviment socialista inútilment tractava de captar. | » |

### Ocupacions de fàbrica
La Cofindustria (organisme que agrupa als industrials italians) respon davant aquest ambient amb un intent de tancament massiu de fàbriques que, davant aquest escenari esvalotat, va encendre més la situació, ja que milers d'obrers es mobilitzen de llarg a llarg d'Itàlia ocupant les seves fàbriques i concentrant els mitjans de producció dels principals centres econòmics a les seves mans.
Els anarquistes van ser els primers a suggerir prendre's els llocs de treball. El teòric i militant anarquista Errico Malatesta va escriure a Umanità Nova al març de 1920:
| « | (les) vagues generals de protesta no afecten a ningú […] proposem una idea: la presa de possessió de fàbriques […] el mètode té certament un futur, perquè correspon a les finalitats últimes del moviment de treballadors | » |

Els consells de fàbriques promouen la gestió obrera de la producció, com a resposta ofensiva a l'atac de les patronals. La patronal exigeix al govern intervenir per frenar als treballadors, aquest en canvi li suggereix complir amb les regulacions industrials ja existents.
| «                                         | […] els treballadors van pensar que el moment estava madur per a la presa de possessió una vegada per sempre dels mitjans de producció. Es van armar per a la seva pròpia defensa […] i van començar a organitzar la producció pel seu propi compte […] El dret de propietat va ser de fet abolit […] era un nou règim, una nova forma de vida social que feia la seva entrada. I el govern es va tirar a un costat en sentir-se impotent per oferir oposició. | » |
| — Errico Malatesta, Vida i idees, pg. 134 | |   |

Els treballadors ferroviaris es van negar a transportar tropes, els obrers es van anar en contra de les consignes dels sindicats reformistes i els camperols van ocupar terres, encara que cal assenyalar que el moviment era gairebé exclusiu dels treballadors industrials (cosa que s'assenyalaria després com una debilitat). Daniel Guérin dona un resum de l'extensió del moviment:
| «                       | […] la direcció de les fàbriques […] es duia a terme per mitjà de comitès de treballadors tècnics i administratius. L'autogestió va arribar lluny […] L'autogestió va emetre els seus propis diners […] Es requeria estricta autodisciplina […] (i) una estreta solidaritat es va establir entre les fàbriques […] (on) les menes i el carbó es posaven en un fons comú i es repartien equitativament. | » |
| — L'anarquisme, pg. 109 | |   |

Durant les celebracions de la diada del primer de maig, festa dels treballadors, es produïren incidents a Torí i Nàpols i els manifestants foren dispersats per la policia. Això i els incidents a causa de la pujada del preu del pa provocaren la dimissió del cap de govern, Francesco Saverio Nitti, el 9 de juny de 1920, que fou substituït per Giovanni Giolitti. Però això no evità les manifestacions i morts, entre ells alguns militars.
La burgesia, presa del pànic i del perill de perdre-ho tot, signa un acord on els treballadors obtenen importants avantatges reivindicatius i després de quatre setmanes d'ocupació els treballadors van decidir abandonar les fàbriques. Això va ser a causa de l'actuació del Partit Socialista i dels sindicats reformistes. Es van oposar al moviment d'ocupació i van negociar amb l'Estat per una tornada a la "normalitat" a canvi de la promesa d'augmentar legalment el control pels treballadors, en associació amb els caps. Aquesta promesa no es va mantenir. La falta d'organitzacions interfàbrica independents va fer que els obrers depenguessin dels buròcrates de les unions sindicals per obtenir informació sobre el que passava en altres ciutats, i van usar aquest poder per aïllar les fàbriques i les ciutats entre si.

### Últim intent
El sentiment de derrota s'apodera de la classe obrera italiana, ja que el 27 de setembre de 1920 es lleva l'autorització i s'acomiada als administradors de consells, cosa que els treballadors intenten bloquejar amb una paralització. Els patrons van respondre amb un tancament, i amb ajuda de milers de soldats de l'exèrcit del govern de Giovanni Giolitti, les fabriques foren desallotjades i va muntar metralladores fora de les fàbriques. Les demandes dels caps eren imposar un altre contracte a la FIOM per modificar el control directiu. Aquestes demandes van ser dirigides a destruir el sistema de consells de fàbrica i el seu model d'associació.
Els treballadors de Torí van respondre amb una vaga general en defensa dels consells. Els treballadors havien convidat a unir-se als sindicats i als partits marxistes i socialistes, però aquests la van rebutjar, i només els grups anarcosindicalistes estaven disposats a actuar i la confederació local de l'USI no podia proporcionar la infraestructura necessària per a un moviment d'ocupació totalment coordinat. Després de dues setmanes en vaga, els treballadors decidien rendir-se i el moviment obrer manifesta totalment els seus límits per transformar la correlació de forces. Al final, el control va ser donat de nou als caps de les fàbriques modificant les regles dels contractes donant algunes concessions legals però suprimint definitivament els consells, amb l'ajuda dels grups socialistes estatcèntric, i van arrestar a molts dels principals organitzadors obrers i anarquistes.

## Epíleg
El 15 de gener de 1921 es va dur a terme a Liorna el XVII Congrés Nacional del Partit Socialista Italià, que va veure la separació del component comunista uns dies més tard va donar a llum al Partit Comunista Italià. Entre els escindits hi havia persones destacades durant els disturbis com Amadeo Bordiga i Antonio Gramsci.